# Голлербах Максиміліан Максиміліанович
Голлербах Максиміліан Максиміліанович (2 червня 1907 — 19 квітня 1989) — радянський вчений-біолог, альголог.

## Біографічні відомості
Максиміліан Максиміліанович Голлербах народився 2 червня 1907 в поселенні Царське село. В 1924 році закінчив середню школу. Під час навчання та після нього працював на Павлівській екскурсійній станції під Ленінградом, де познайомився з А. А. Єленкіним, що став його вчителем та другом. У шкільні роки опубліковано 4 статті про синьо-зелені водорості (дві — у співавторстві з Єленкіним). В 1930 закінчив біологічний факультет Ленінградського університету за спеціальністю «Фізіологія рослин». По закінченню навчання навчався у аспірантурі. Як дисертаційну тему було обрано роботу по ґрунтових водоростях. У період аспірантури розпочалась і педагогічна діяльність вченого.
У довоєнний період працював у Ботанічному інституті. Основні напрямки роботи: ґрунтова альгологія та вивчення харових водоростей — Charophyta. Ступінь кандидата біологічних наук було присуджено 1935 honoris causa (за сукупністю робіт).
У роки війни, а саме під час блокади Ленінграда пережив смерть А. А. Єленкіна та сам ледь не помер з голоду. Після прорвання блокади 1944 захистив у Казані докторську дисертацію на тему: «Проблема ґрунтових водоростей та ґрунтові водорості у СРСР» З того часу очолив у Ботанічному інституті весь альгологічний напрям, з 1947 став завідувачем лабораторії альгології. Очолював її до кінця життя.
У 1956–1957 брав участь у експедиції до Антарктиди та склав яскраві наукові описи лишайників та водоростей, а також рослинності цього материка.

## Наукова діяльність
Максиміліан Максиміліанович Голлербах був видатним вченим в області альгології, мікології. Під його керівництвом і при його особистій участі розроблялись такі теми: 1) Систематика синьозелених водоростей; 2) Ґрунтові водорості; 3) Харові водорості — систематика та флора. Розробка систематики синьозелених водоростей привела до обговорення питань філогенії рослин, походження евкаріотичної клітини (теорія симбіогенезу) та до критичного розгляду сучасних тенденцій у систематиці водоростей.

## Літературна спадщина
1. Словарь «Русские ботаники», т. П, 1947, c.308-309;
2. Абрамов И. И., Лебедев Д. В., М. М. Голлербах (к 60-летию со дня рождения).

Бот.журнал, 1968, т.53, № 9, c.1334-1339;
1. Штина Э. А. Памяти М. М. Голлербаха. Бот.журнал, 1990, т.75, № 4, c.580-587;
2. Число опублікованих статей та книг — понад 125;

Перша стаття (спільно з А. А. Єленкіним) — у 1923 р.;
Остання (посмертна) стаття — у 1990 р.;
М. М. Голлербах. Альгология в СССР на современном этапе: основные вехи и принципы
оценок.- Бот. исследования, вып.30, Минск, 1990, с.69-77;
У число публікацій входять: 4 видання «Определителя пресноводных водорослей в
СССР», видання «Водоросли» (у співавторстві), дві монографії з ґрунтової альгології (1969 та 1976 р.р.).

### Книги, видані під редакцією М.М.Голлербаха
Понад 30 книг, у тому числі: більшість видань «Определителя пресноводных водорослей СССР»;
4 видання «Визначника прісноводних водоростей УРСР»;
Видання «Библиография советской литературы по водорослям»;
«Водоросли». Сводные указатели к отечественным библиографиям по водорослям (1971 и
1983 р.р.);
4 тома «Флоры споровых растений СССР»;
Участь у багатьох конференціях, зокрема, конференції з ґрунтової альгології у Кірові (1967, 1972, 1977 р.р.);
Том 3 Энциклопедии «Жизнь растений». М.: Просвещение, 1977 та ін.